# Moussa Ali
Il Moussa Ali è uno stratovulcano dell'Africa situato nel punto di triplice frontiera tra Gibuti, Eritrea ed Etiopia. Con la sua altitudine di 2021 metri s.l.m., rappresenta il punto più elevato del territorio del Gibuti.